# 客雅大道
客雅大道，是位於臺灣新竹市一條橫貫新竹市南側丘陵地區的道路。全線位於香山丘陵境內，西起茄苳景觀大道；東至明湖路（縣道117號）。連接客雅山區、客雅溪沿岸地區及青草湖風景區。
客雅大道分為東西兩段，西段已經通車，計長1.76公里，以路堤、橋樑型式橫跨客雅山區及客雅溪河段，再以地下道通過新竹客運駕訓班。客雅大道在明湖路以東路段尚未興建，其路線計畫沿著客雅溪與青草湖畔，轉至東北銜接高峰路、高翠路交叉口。計畫連接新竹科學工業園區與國道三號，為紓解新竹科學工業園區對外交通以及周邊道路壅塞的情況。規劃中的客雅大道全線呈S狀繞行新竹市東區及北區。

## 沿經行政區域
（由西至東）
- 北區
- 東區

## 車道配置
- 全線：
  - 快車道：雙向各二車道，禁行機慢車
  - 慢車道：雙向各一車道
  - 設置中央綠化安全島及快慢車道分隔島

## 道路實景圖片

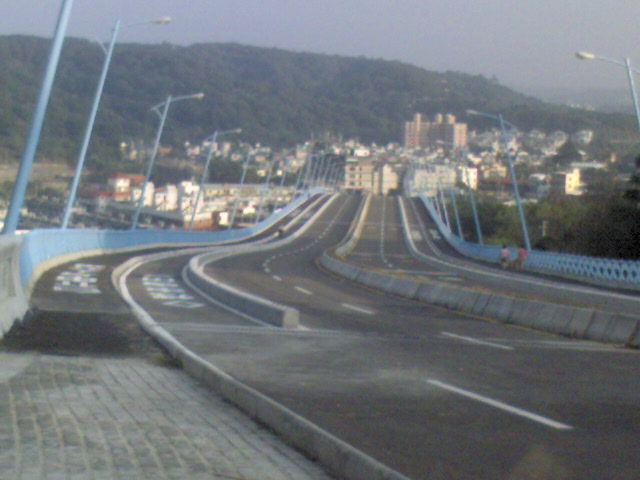
通車前拍攝的客雅大道
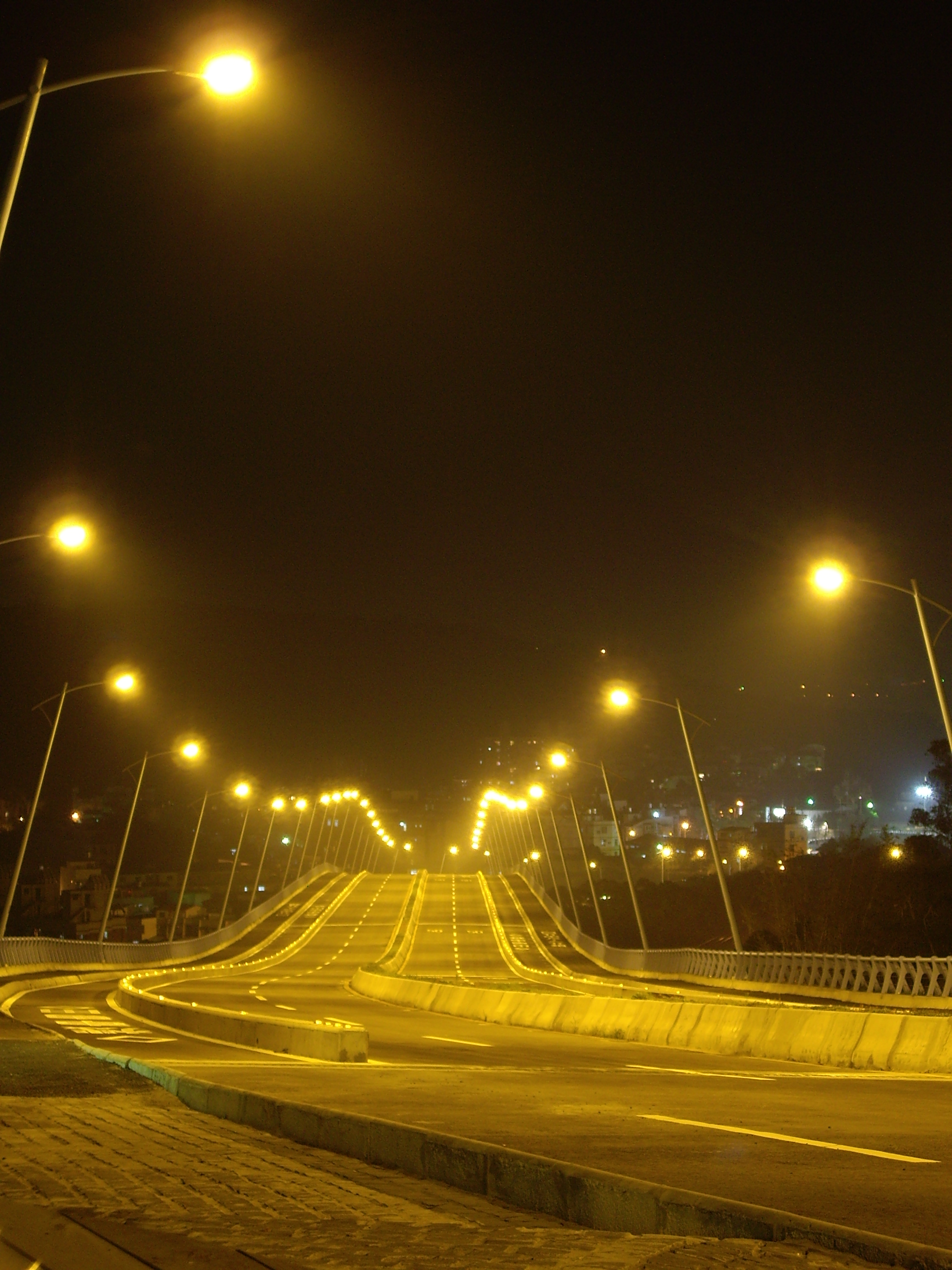
客雅大道夜景
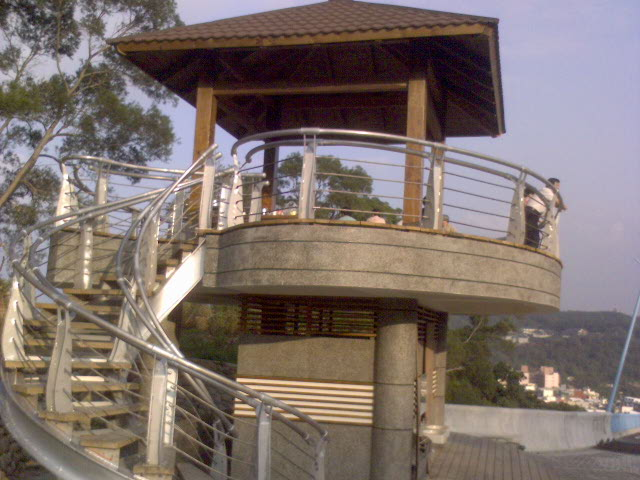
位於溪濱橋的觀景台